# Mariners’ Museum
Das Mariners’ Museum in Newport News im US-Bundesstaat Virginia ist das größte Schifffahrtsmuseum Nordamerikas und eines der größten weltweit.

## Geschichte
Archer Milton Huntington gründete das Museum 1932. Er war der Sohn des Eisenbahnbauers Collis P. Huntington, der im späten 19. Jahrhundert den Chesapeake and Ohio Railway nach Warwick County in Virginia brachte, sowie in Newport News die dortigen Kohlepiere und die Schiffswerft Newport News Shipbuilding gründete.
Archer und seine Frau, die Bildhauerin Anna H. Huntington, erwarben eine Fläche von 320 Hektar Land, wo 5.700 m² Ausstellungsfläche entstanden, dazu eine wissenschaftliche Bibliothek, ein 68 Hektar großer See und ein acht Kilometer langer Küstenweg mit vierzehn Brücken. Das Areal sollte Platz für mehr als 35.000 maritime Artefakte aus aller Welt bieten. In den ersten zwei Jahren nach dem Kauf widmete sich das Ehepaar der Schaffung und Erschließung eines Naturparks und dem Bau eines Staudamms. Dieser sorgte für die Entstehung des Lake Maury, der nach dem aus Virginia stammenden Ozeanographen Matthew F. Maury benannt ist. Museumsleiter war von 1960 bis 1973 der Konteradmiral und Polarforscher George J. Dufek.

## Sammlung
Die Sammlung des Museums umfasst zirka 32.000 Artefakte, die sich gleichmäßig in Kunstwerke und dreidimensionale Objekte aufteilen. Die Sammlung zählt Stücke aus aller Welt und umfasst Miniatur-Schiffsmodelle, Scrimshaw, maritime Gemälde, Kunsthandwerk, geschnitzte Galionsfiguren, funktionstüchtige Dampfmaschinen und eine einzigartige Kratz-Dampforgel. Darüber hinaus besitzt das Museum eine bedeutende Sammlung an Gemälden und Zeichnungen der Marinemaler James Bard und Antonio Jacobsen. Das Museum bietet außerdem pädagogische Programme für alle Altersstufen, eine wissenschaftliche Bibliothek mit Archiven, aber auch Publikationen und Internet-Ressourcen für Lehrer.

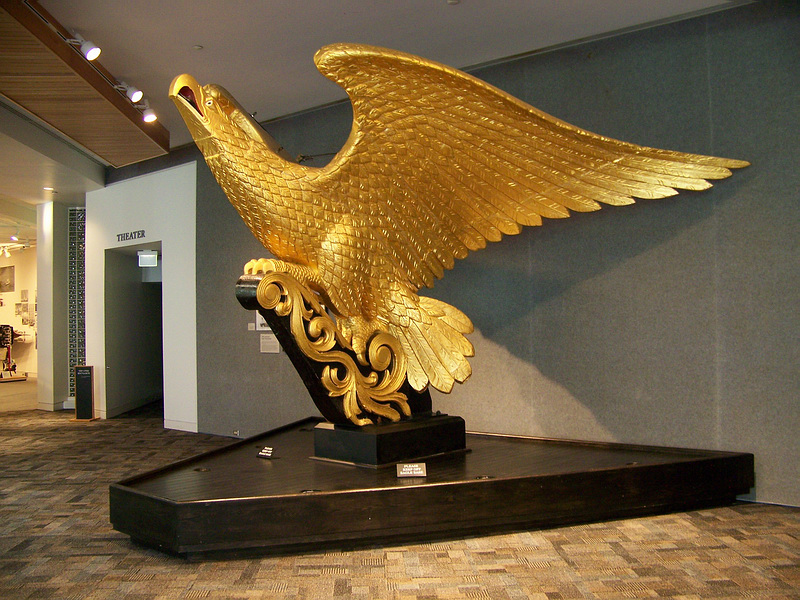
USS Lancaster Eagle, John Haley Bellamy
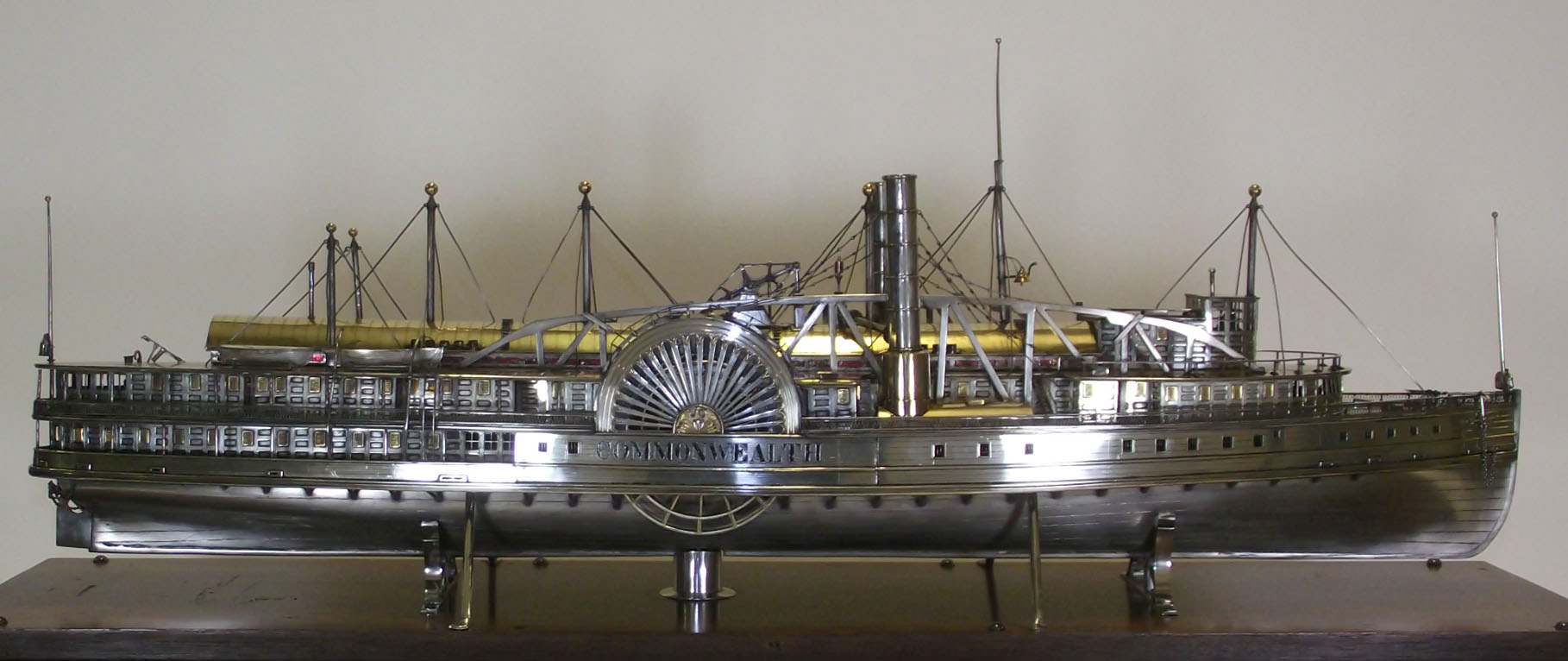
Modell des Dampfschiffes Commonwealth (ca. 1864)
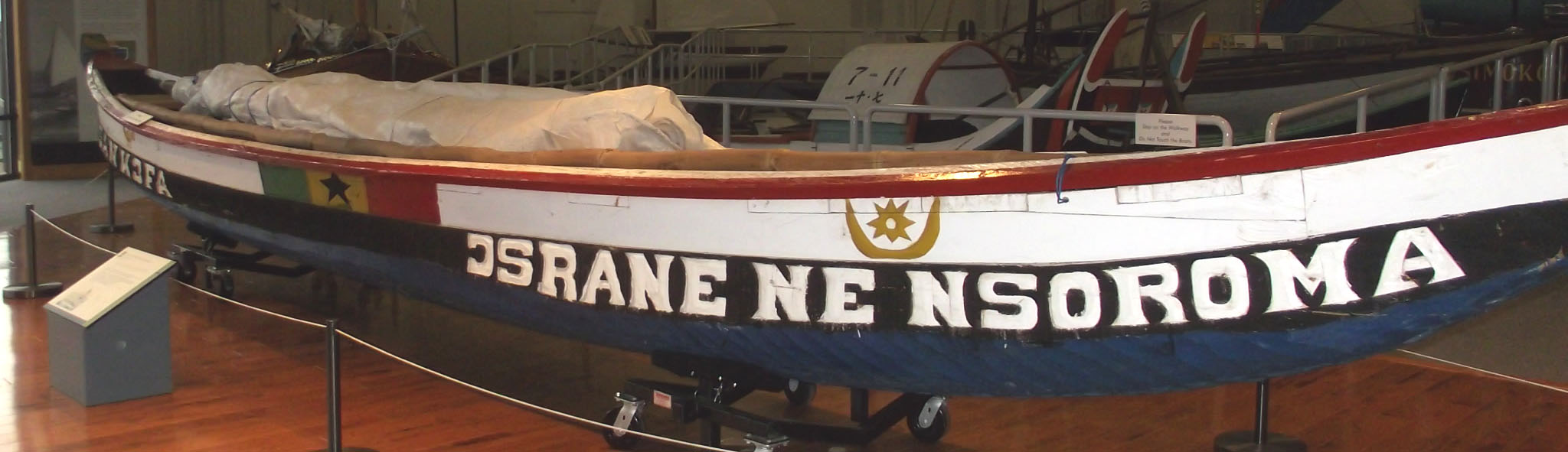
Einbaum-Kanu aus Ghana (2004)
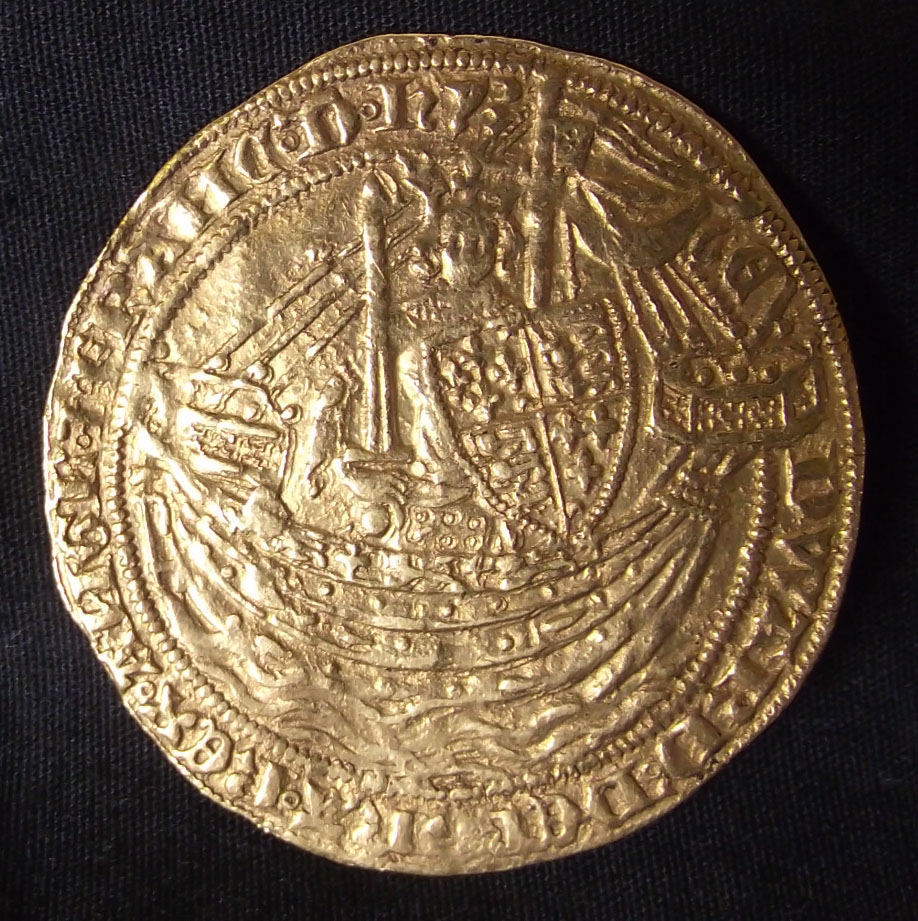
Goldmünze, ca. 1361–1369, zum Gedenken an die Seeschlacht von Sluis

## USSMonitorCenter

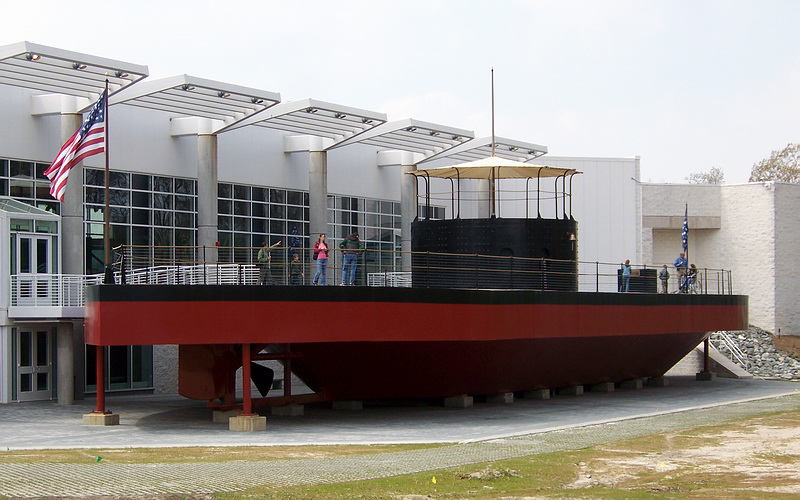
Nachbildung der USS Monitor, eingeweiht am 9. März 2007

Das Mariners’ Museum beheimatet das USS Monitor Center. Im Jahr 1973 konnte das Wrack der gepanzerten Monitor, die 1862 Berühmtheit durch die Schlacht von Hampton Roads während des Sezessionskrieges erlangte, auf dem Boden des Atlantischen Ozeans 26 Kilometer südöstlich von Cape Hatteras, North Carolina lokalisiert werden. Die Stelle des Wracks wurde zum ersten nationalen Meeresschutzgebiet der Vereinigten Staaten erklärt. Das Monitor Sanctuary ist das einzige aller dreizehn nationalen Meeresschutzgebiete, das zum Schutze eines Kulturgutes anstatt zum Naturschutz erschaffen wurde.
Das Monitor National Marine Sanctuary befindet sich unter der Aufsicht der US-National Oceanic and Atmospheric Administration. Viele Artefakte von der Monitor, einschließlich ihres innovativen Geschützturms, als auch Propeller, Anker, Dampfmaschine und einige persönliche Gegenstände der Besatzung wurden im Museum untergebracht. Zur Stabilisierung des Metalls wurden sie mehrere Jahre lang in speziellen Behältern aufbewahrt und einer elektrolytischen Entsalzung unterzogen. Das neue USS Monitor Center eröffnete offiziell am 9. März 2007. Seitdem zu sehen sind eine 1:1-Nachbildung der Monitor, der originale geborgene Geschützturm und viele Artefakte und zugehörige Gegenstände. Aktuelle Bemühungen konzentrieren sich auf die Restaurierung der Dampfmaschine.

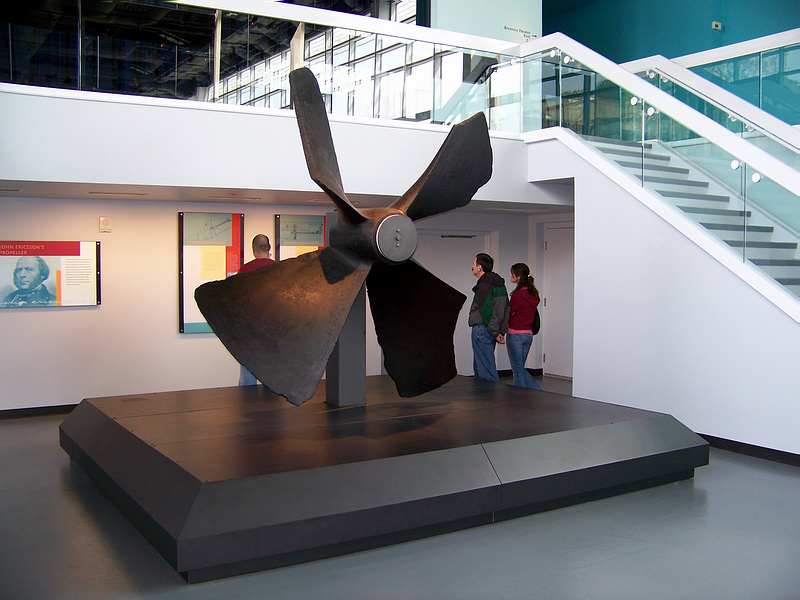
Propeller der Monitor
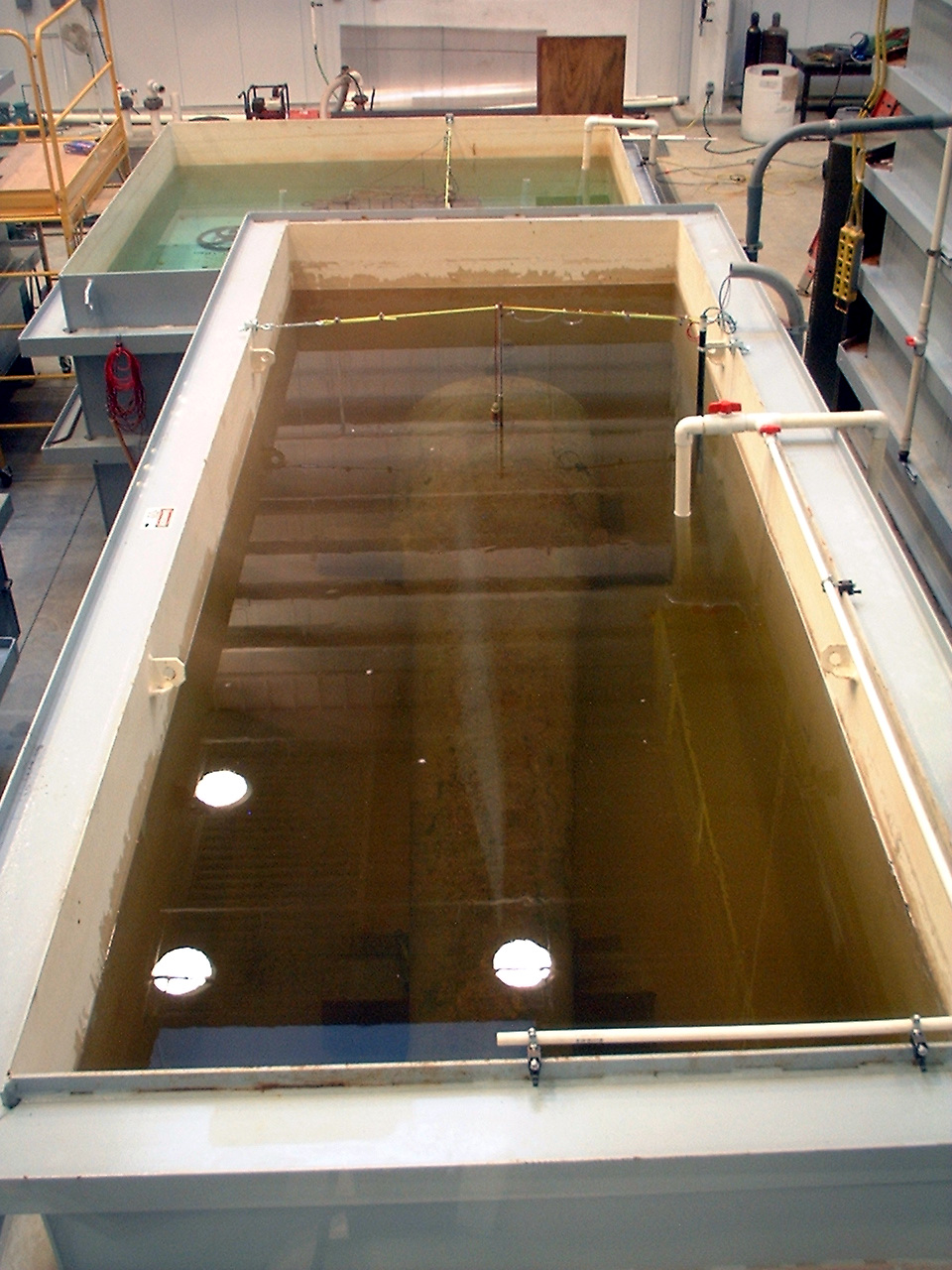
Dahlgrenkanone
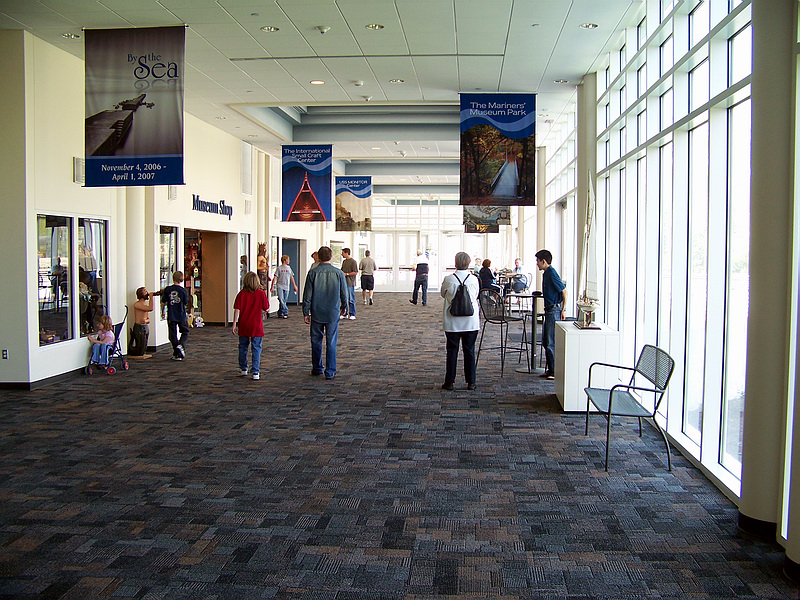
Souvenirladen